# Streetcar
Streetcar (Трамвай) — перший сингл валійського рок-гурту Funeral for a Friend з їх другого альбому «Hours». сингл вийшов 30 травня 2005 року.
Сингл побував на 15 позиції у Британському чарті, що посідає високу позицію й досьогодні. Пісня супроводжується важкими ударними та бек-рифами, з мелодійним вокалом та дзвінками телефону. Це одна з найпопулярніших пісень Funeral For A Friend на сьогоднішній день. Також пісня стала саундтреком до комп'ютерної гри Madden NFL 06.

## Відеокліп
Відео було представлене на початку 2005 року. Місцем зйомок ймовірно є науковий університет, або коледж. Основою відео є телефонна розмова фронтмета гурту Мета Девіса зі своєю дівчиною. Паралельно показано сварку молодих студентів-науковців, а також дівчину з обкладинки альбому "Hours", що рухається коридором. Відео завершується сценою, де фронтмен гурту тримає келих з палаючим папером, і кадрами порожнього коридору.

## Сенс пісні
Між 2005 та 2008 роками між фанатами гурту точилося обговорення на сайті SongMeanings [Архівовано 31 січня 2017 у Wayback Machine.] з приводу сенсу пісні. За версією самого Девіса у Kerrang:"Сенсом пісні є переживання, які відчуває людина, перебуваючи далеко від родичів та друзів".
Фани ж виявились трохи іншої думки, і вважають, що пісня присвячена розлуці головного героя з дівчиною, що віддалилася від нього, та з якою він більше не відчуває старих почуттів. Але при цьому герой все ще вірить у її повернення.